# Xian de Yanshan (Yunnan)
Pour les articles homonymes, voir Yanshan.
Le xian de Yanshan (砚山县 ; pinyin : Yànshān Xiàn) est un district administratif de la province du Yunnan en Chine. Il est placé sous la juridiction de la préfecture autonome zhuang et miao de Wenshan.

## Démographie
La population du district était de 417 757 habitants en 1999.